# Vér és víz
A Vér és víz (eredeti cím: Blood & Water) egy dél-afrikai saját gyártású Netflix-sorozat. A főszerepekben Ama Qamata, Khosi Ngema és Gail Mabalane láthatóak. A sorozat Amerikában és Magyarországon is 2020. május 20-án jelent meg.

## Szereplők

### Főszereplők
| Színész              | Szereplő                    | Magyar hang        |
| -------------------- | --------------------------- | ------------------ |
| Ama Qamata           | Puleng Khumalo              | Mentes Júlia       |
| Khosi Ngema          | Fikile Bhele / Pume Khumalo | Törőcsik Franciska |
| Gail Mabalane        | Thandeka Khumalo            | Fullajtár Andrea   |
| Thabang Molaba       | Karabo 'KB' Molapo          | Kurely László      |
| Dillon Windvogel     | Wade Daniels                | Nagy Dániel Viktor |
| Arno Greeff          | Chris Ackerman              | Rohonyi Barnabás   |
| Ryle De Morny        | Chad Morgan                 | Ódor Kristóf       |
| Greteli Fincham      | Reece Van Rensburg          | Kókai Tünde        |
| Getmore Sithole      | Julius Khumalo              | Király Attila      |
| Odwa Gwanya          | Siya Khumalo                | Epres Márton       |
| Natasha Thahane      | Wendy Dlamini               | Berkes Boglárka    |
| Mekaila Mathys       | Tahira Kahn                 | Gáspár Kata        |
| Sandi Schultz        | Nicole Daniels              | Szabó Gabi         |
| Cindy Mahlangu       | Zama Bolton                 | Sodró Eliza        |
| Xolile Tshabalala    | Nwabisa Bhele               | Szávai Viktória    |
| Sello Maake Ka-Ncube | Matla Molapo                | Vass Gábor         |
| Patrick Mofokeng     | Brian Bhele                 | Hajdu István       |
| Shamilla Miller      | Riley Morgan                | Sipos Vera         |
| Duane Williams       | Mark Tedder                 | Szép Domán         |

### Mellékszereplők
| Színész               | Szereplő        | Magyar hang      |
| --------------------- | --------------- | ---------------- |
| Cedwyn Joel           | Mr. Hartenburg  | Vida Péter       |
| Elzet Nel             | Nate            | Vági Viktória    |
| Anil Sabharwal        | Jono            | Pásztor Tibor    |
| Andre Lombaard        | Mr. Loots       | Berzsenyi Zoltán |
| Laura Bosman          | Mrs. Joffe      | Ősi Ildikó       |
| Chanelle van Wyk      | Fikile's Double |                  |
| Sherman Pharo         | Mr. Hendriks    |                  |
| Baby Cele             | Mrs. Dlamini    | Kerekes Viktória |
| Esther von Waltsleben | Mrs. Thorne     |                  |
| Faniswa Yisa          | Brenda Jaxa     | Nyakó Júlia      |
| Marlisa Doubell       | Mrs. Ricci      |                  |
| Nasty C               | Zhero           | Váradi Gergely   |

A szinkront a Mafilm Audio készítette.

## Epizódok

### 1. évad (2020)
| #  | Cím                                   | Rendező        | Író            | Premier                         |
| -- | ------------------------------------- | -------------- | -------------- | ------------------------------- |
| 1. | Fixáció (Fiksation)                   | Nosipho Dumisa | Daryne Joshua  | 2020. május 20. 2020. május 20. |
| 2. | Az interjú (The Interview)            | Nosipho Dumisa | Travis Taute   | 2020. május 20. 2020. május 20. |
| 3. | Szabotázs (Propaganda)                | Travis Taute   | Nosipho Dumisa | 2020. május 20. 2020. május 20. |
| 4. | A bosszú íze (Payback's a B*tch)      | Daryne Joshua  | Travis Taute   | 2020. május 20. 2020. május 20. |
| 5. | Az utolsó pillanatban (Frenemy No. 1) | Daryne Joshua  | Daryne Joshua  | 2020. május 20. 2020. május 20. |
| 6. | A döntés küszöbén (Trippin)           | Nosipho Dumisa | Daryne Joshua  | 2020. május 20. 2020. május 20. |

## Megjelenés
A Vér és víz 2020. május 20-án jelent meg a Netflixen.